# Kaple svatého Cyrila a Metoděje (Dolní Vilímeč)
Kaple svatého Cyrila a Metoděje stojí na návsi v katastrálním území Dolní Vilímeč v okrese Jihlava. Náleží pod Římskokatolickou farnost Nová Říše a je nemovitou kulturní památkou, která byla v roce 1972 zapsána do státního seznamu kulturních památek po číslem 36038/7-4808.

## Historie
Návesní kaple byla postavena v roce 1728 a zasvěcena svatému Cyrilu a Metodějovi. Je majetkem Novoříšského kláštera. Opravy byly provedeny v roce 1883, 1907 a 2018.

## Popis
Kaple je volně stojící zděná omítaná stavba postavena na půdorysu obdélníku s půlkruhovým závěrem. Fasáda je členěna nízkou podezdívkou, lizénami a hlavní profilovanou římsou. Boční stěny jsou prolomeny jedním oknem v šambráně s okrajovou lištou, parapetní římsou a ukončeným segmentovým záklenkem.  Vstupní průčelí je prolomeno v ose vchodem zdobeným lištou a klenákem ve vrcholu. V nadpraží je pásek stočený do volut a nad ním zalomená segmentová návojová římsa. Vchodové průčelí vrcholí barokním volutovým štítem členěným lizénami a v ose prolomen jedním kasulovým oknem v šambráně. Střecha nad lodí je sedlová, nad závěrem (apsidou) je valbová. Z hřebene sedlové střechy vyrůstá čtyřboká zvonice se skosenými rohy ukončena stanovou střechou s makovicí a křížem ve vrcholu.
V interiéru je loď zaklenuta českou plackou se štukovým rámem a zrcadlem, kněžiště je zaklenuto konchou.